# Andrea Bianchi (calciatore 1970)
Andrea Bianchi (Roma, 25 agosto 1970) è un ex calciatore italiano, di ruolo centrocampista.

## Carriera
Cresciuto nelle giovanili della Roma, senza tuttavia arrivare alla prima squadra, nella stagione 1989-1990, la sua prima da professionista, ha giocato in Serie A con la maglia dell'Udinese, collezionando 5 presenze.
Ha inoltre totalizzato 62 presenze e 2 reti in Serie B con Cosenza, Fidelis Andria e Palermo, prima di proseguire la carriera nelle serie minori.